# 2012年美屬薩摩亞總督選舉
2012年美属萨摩亚總督选举在2012年11月6日举行，恰逢2012年美国总统选举和2012年美属萨摩亚大选。由于在第一轮选举中无人取得超过半数的选票，所以在同年11月20日举行了第二轮选举，最终独立候选人洛洛·莫里加获得胜利。
共6名候选人参与了本次选举，原總督托吉奥拉·图洛法那已担任过两届，所以不会寻求第三个任期。